# Johann Balthasar Liesch von Hornau
Johann Balthasar Liesch von Hornau (ur. 1592 r., zm. 1661 r.) – duchowny katolicki, biskup pomocniczy wrocławski od 1625 roku.

## Życiorys
Urodził się w 1592 roku. Studiował w Rzymie, gdzie przyjął święcenia kapłańskie w 1618 roku oraz w Perugi, gdzie uzyskał rok później doktorat z teologii. Był kanonikiem kapituły w Landshut w Bawarii oraz kapituły katedralnej we Wrocławiu. 6 listopada 1625 roku został mianowany przez papieża Urbana VIII biskupem tytularnym Nicopolis i biskupem pomocniczym diecezji wrocławskiej. Jego konsekracja biskupia miała miejsce 25 marca 1626 roku. Zarządzał biskupstwem podczas nieobecności jego ordynariuszy: Karola Ferdynanda Wazy i Leopolda Wilhelma Habsburga.
W latach 1639–1641 jako członek kapituły zarządzał Księstwem nyskim. W okresie tym zasłynął wyjątkowym okrucieństwem i bezwzględnością w zwalczaniu czarów, które jakoby miały nawiedzić Nysę. Doprowadził do wybudowania pieca przeznaczonego do palenia czarownic by nadążyć z wykonywaniem wyroków. Ofiary, które przyznawały się do winy i okazywały skruchę w akcie łaski przed spaleniem tracono mieczem, pozostałe zaś duszono. Zachowane do dziś akta dokumentują 27 egzekucji jednak z umów zawieranych z katami wynika, że liczba ofiar była znacznie wyższa.
Podczas wojny trzydziestoletniej był zmuszony uchodzić z diecezji przed Szwedami. Był uwikłany w konflikt między Polakami a Ślązakami. Założył fundację dla 12 wikariuszy, którzy muzyką i śpiewem mieli uświetniać nabożeństwa w katedrze.